# Glen Peters
Glen P. Peters ist ein Klimawissenschaftler. Er ist Forschungsleiter des Center for International Climate Research (CICERO).

## Leben
Peters absolvierte an der University of Newcastle von 1993 bis 1996 ein Bachelorstudium der Physik, im Jahr 1997 zudem der Mathematik und von 1998 bis 2002 ein Promotionsstudium der Umwelttechnik. Von 2004 bis 2008 war er als Postdoktorand an der Technisch-Naturwissenschaftlichen Universität Norwegens (NTNU) tätig und seit 2008 am CICERO.

## Wirken
Peters Arbeit befasst sich mit dem Faktor „Mensch“ für den globalen Wandel, dem weltweiten Kohlenstoffkreislauf, der Bioenergie, Szenarioanalysen, dem nachhaltigen Konsum, dem internationalen Handel und der Klimapolitik sowie der Messung des Ausstoßes von Treibhausgasen. Er war einer der Verfasser des Emissions Gap Report 2018. Häufig befasst er sich in seiner Arbeit mit der CO2-Abscheidung und -Speicherung.
Peters bringt sich umfassend in die öffentliche Diskussion um Auswege aus der Klimakrise ein. So sagte er: „Es wimmelt in den Medien von Bildern, die Windkraftanlagen und Sonnenkollektoren zeigen. Das ist schön und gut, aber wenn wir die im Übereinkommen von Paris festgelegten Ziele erreichen wollen, sind sogenannte negative Emissionen erforderlich – sodass wir bereits in die Atmosphäre freigesetztes CO2 entfernen und dieses in großem Umfang entfernen. Doch darüber wird wenig geredet, obwohl die Politiker allmählich verstehen, welche enorme Aufgabe dies darstellt.“ Er setzt sich zudem, durchaus kritisch, mit dem Konzept des CO2-Budgets auseinander.
Die schwedische Klimaaktivistin Greta Thunberg gab 2019 in einem Interview die Prüfung der von ihr verfassten Reden durch Klimatologen wie Glen Peters und Kevin Anderson auf Richtigkeit und Präzision an.

## Veröffentlichungen (Auswahl)
- Glen P. Peters, Jan C. Minx, Christopher L. Weber, Ottmar Edenhofer: Growth in emission transfers via international trade from 1990 to 2008. In: Proceedings of the National Academy of Sciences of the United States of America. 2011, 201006388, doi:10.1073/pnas.1006388108
- Glen P. Peters, Robbie M. Andrew, Tom Boden, Josep G. Canadell, Philippe Ciais, Corinne Le Quéré, Gregg Marland, Michael R. Raupach, Charlie Wilson: The challenge to keep global warming below 2 C. In: Nature Climate Change. Band 3, Nr. 1, 2012, S. 4, doi:10.1038/nclimate1783
- Glen P. Peters: Beyond carbon budgets. In: Nature Geoscience. Band 11, Nr. 6, 2018, S. 378–380, doi:10.1038/s41561-018-0142-4